# Josef Jinoch
Josef Jinoch (* 5. listopadu 1967) je bývalý fotbalista, záložník. Po skončení aktivní kariéry působí jako fotbalový funkcionář. Má 3 děti, dceru Terezu a syny Josefa a Jana.

## Fotbalová kariéra
Hrál za Slavia Praha, SK Dynamo České Budějovice, SK Hradec Králové, FC Slovan Liberec, v Japonsku za Consadole Sapporo, 1. FK Příbram, ve druhé lize za SK Dynamo České Budějovice a v lize končil v Bohemians Praha. V lize odehrál 180 utkání a dal 22 gólů.

## Trenérská kariéra
Působil jako sportovní ředitel SK Slavia Praha, FC Slovan Liberec, FC Vysočina Jihlava a FK Mladá Boleslav. Jako trenér vedl mládež SK Slavia Praha.
Po rezignaci Andrease Brännströma vedl 13. dubna 2025 mužstvo Mladé Boleslavi proti pražské Spartě jako náhradní trenér.

## Ligová bilance
| Ročník                                   | Zápasy | Góly | Klub                       |
| ---------------------------------------- | ------ | ---- | -------------------------- |
| 1. československá fotbalová liga 1986/87 | 1      | 0    | Slavia Praha               |
| 1. československá fotbalová liga 1987/88 | 2      | 0    | Slavia Praha               |
| 1. československá fotbalová liga 1988/89 | 15     | 0    | Slavia Praha               |
| 1. československá fotbalová liga 1991/92 | 15     | 5    | SK Dynamo České Budějovice |
| 1. československá fotbalová liga 1991/92 | 3      | 0    | SK Hradec Králové          |
| 1. československá fotbalová liga 1992/93 | 1      | 0    | SK Slavia Praha            |
| 1. česká fotbalová liga 1993/94          | 28     | 6    | FC Slovan Liberec          |
| 1. česká fotbalová liga 1994/95          | 29     | 4    | FC Slovan Liberec          |
| 1. česká fotbalová liga 1995/96          | 26     | 3    | FC Slovan Liberec          |
| J. League 1996                           | 7      | 2    | Consadole Sapporo          |
| 1. česká fotbalová liga 1996/97          | 15     | 4    | FC Slovan Liberec          |
| Gambrinus liga 1997/98                   | 10     | 0    | FC Slovan Liberec          |
| Gambrinus liga 1997/98                   | 15     | 0    | 1. FK Příbram              |
| Gambrinus liga 1998/99                   | 5      | 0    | 1. FK Příbram              |
| Gambrinus liga 1999/00                   | 15     | 0    | Bohemians Praha            |
| CELKEM                                   | 187    | 24   |                            |